# Modest Petrovič Musorgskij
Modest Petrovič Musorgskij (rusky Модест Петрович Мусоргский, 9.jul./ 21. března 1839greg., Karevo – 16.jul./ 28. března 1881greg., Petrohrad) byl ruský skladatel a klavírista období romantismu, ke kterému jej však lze počítat jen okrajově. Daleko spíše mu lze přisoudit významnou roli v rámci typicky ruské školy „psychologického realismu“ a v oblasti hudebního impresionismu. Musorgskij dospěl k osobitě nekompromisní, autentické a citově hluboké hudební řeči, která předešla dobu, ve které žil. Jeho schopnost dosáhnout novými nekonvenčními prostředky pravého výrazu zůstává i dnes vzorem všem současným i budoucím skladatelům. Byl výrazně inspirován folklórem. Jeho nejvýznamnějšími díly jsou opery (Boris Godunov, Ženitba), orchestrální (Noc na Lysé hoře) a klavírní (Obrázky z výstavy) skladby a významné jsou též jeho písňové cykly. Musorgskij byl hlavní inspirací pro moderní ruskou hudbu první poloviny 20. století, především pro její hlavní představitele, Šostakoviče a Prokofjeva. Byl hudebním samoukem.
Je po něm pojmenován kráter Mussorgskij na planetě Merkur.

## Život

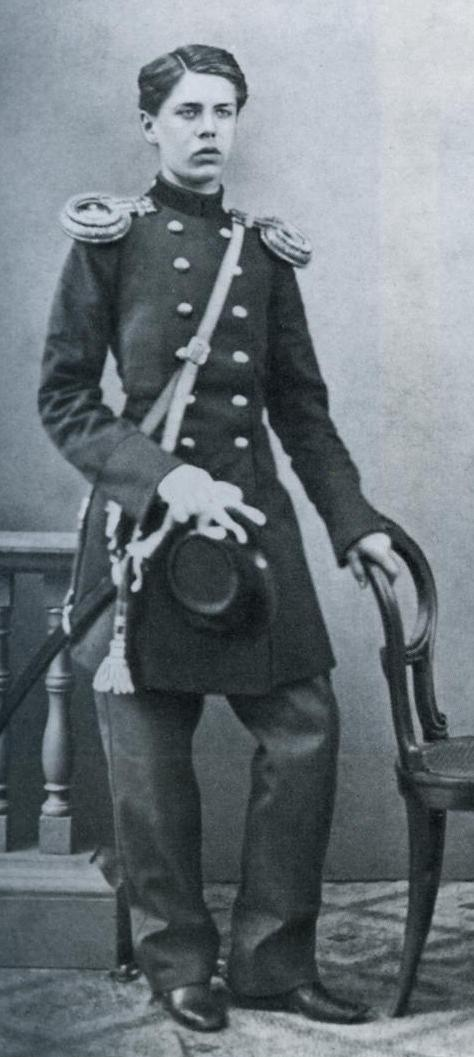
Musorgskij jako kadet Preobraženského pluku

Modest Petrovič Musorgskij pocházel z vážené důstojnické rodiny.  Narodil se ve vesnici Karevo  ve Pskovské oblasti a v klidném venkovském prostředí prožil prvních deset let svého života. Základy hudebního vzdělání získal od své matky, projevoval velké hudební nadání. V roce 1849 se rodina přestěhovala do  Petrohradu, kde studoval současně gymnázium a klavírní hru u A. Gerkeho. Po třech letech přestoupil do učiliště gardových poddůstojníků, protože podle rodinné tradice měl před sebou vojenskou kariéru. Po maturitě byl dva roky důstojníkem maloměstské posádky Preobraženského pluku.
Důležitým mezníkem jeho života bylo jeho seznámení se s členy tzv. Mocné hrstky v roce 1856.  Balakirev přiměl Musorgského, aby věnoval pozornost hudebním aktivitám. Musorgskij se pod jeho vedením vrátil ke studiu hudební literatury,  četl orchestrální partitury, analyzoval harmonii, kontrapunkt a formu v dílech uznávaných ruských a evropských skladatelů a rozvíjel dovednost jejich kritického hodnocení. Učil se kompozici a instrumentaci.  Poctivě  cvičil a velmi brzy získal jméno vynikajícího klavírního improvizátora, jakkoli domácí kritika ho označovala za nadaného diletanta, který neovládá hudební formu. Jeho první veřejně publikovanou  skladbou byla klavírní polka Podpraporčík (1852). Měl také krásný baryton a často zpíval na domácích koncertech v petrohradských salonech. 
V roce 1858 Musorgskij  opustil vojenskou službu, i když si uvědomoval, že tím ztrácí existenční jistoty. V té době se zhoršil jeho psychický stav a trvalo dva roky, než se uzdravil. Musorgskij konečně nalezl svůj ústřední zájem a cíl, který zúročoval skladatelskou prací. Napsal scherzo B-dur, které bylo v roce 1860 provedeno na koncertě Ruské hudební společnosti pod taktovkou Antona Rubinsteina. Následovalo další scherzo (cis moll) a pokoušel se o složení opery. 
Po zrušení nevolnictví v roce 1861 rodina přišla o velkou část majetku a Musorgskij  přešel na post ministerského úředníka. I tuto funkci velmi brzy změnil na místo správce lesního úřadu. Po celý život trpěl těžkými depresemi a v žádném svém povolání proto nebyl spokojen, časté změny  pro něj byly typické. 
Po matčině  smrti (1865) se jeho deprese prohlubovaly, období systematické práce se zkracovala. Určitý čas strávil na usedlosti svého bratra, kde v klidném prostředí složil čtyři ukolébavky, které patří mezi jeho mistrovská díla.  Potom sdílel malý byt s  Rimským-Korsakovem až do roku 1872.  Začal pracovat na opeře Boris Godunov podle stejnojmenné tragédie A.S.Puškina. V roce 1869 dokončil první verzi, která však byla vedením Mariinského divadla odmítnuta. Přepracovaná verze měla premiéru až v roce 1874, přes počáteční úspěch se jí však náležitého ocenění dostalo až po skladatelově smrti. Z této doby pochází i série skladeb Noc na Lysé hoře, inspirovaná ruskými literárními díly a legendami. 
Počátkem sedmdesátých let měl na Musorgského psychický stav negativní vliv postupný úpadek Mocné hrstky, který vnímal jako ústupek hudební konformitě a kritika jeho tvorby ze strany přátel, především Balakireva a Rimského-Korsakova.  Propadal alkoholismu a jeho již tak výrazná psychická nestabilita kulminovala. Musel opustit státní službu, ztratil trvalý zdroj příjmů a byl odkázán na příležitostné výdělky a finanční podporu přátel. Protože pracovních období ubývalo, psal někdy horečně. Pracoval na operách Chovanština a Soročinský trh, vznikl cyklus skladeb pro klavír Obrázky z výstavy, písňové cykly Bez slunce nebo Písně a tance smrti. 

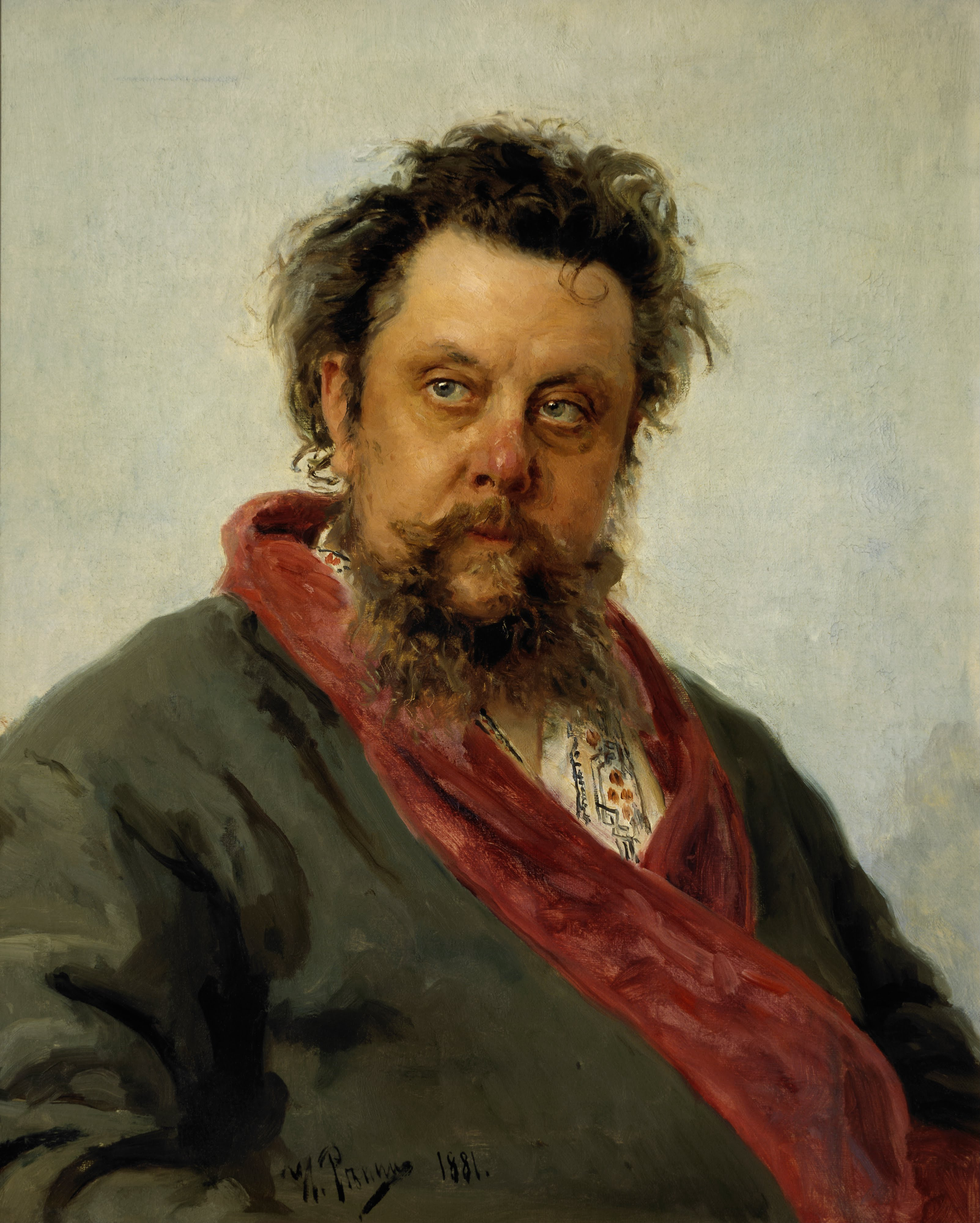
Modest Petrovič Musorgskij v roce 1881, portrét od Ilji Repina

Od roku 1878 byl několikrát hospitalizován a zemřel ve věku dvaačtyřiceti let v petrohradské  vojenské nemocnici, kam byl umístěn po záchvatu deliria tremens. Z pobytu v nemocnici pochází Musorgského portrét, který několik dní před jeho smrtí namaloval Ilja Repin.  Musorgskij byl pohřben na Tichvinském hřbitově  v Petrohradě.  

## Dílo
Osou Musorgského tvůrčího zájmu je problém lidské svobody v dějinách i v současnosti. Realismus je jeho základním kritériem, proto je hudební výraz někdy až drsný a vymyká se soudobým uměleckým formám. Přesto však Musorgského hudba strhuje obrovským citovým nábojem. Používá volné hudební formy, aby mohl bezprostředně prezentovat psychické stavy a pocity. Obrovské úsilí Musorgského plně vyjádřit vlastní představu dalo zejména v hudebním dramatu vznik zcela novátorské hudební řeči, jeho progresivní a nezatížený přístup vytváří autentický a strhující hudební výraz, který v mnohém přesahuje manýrismus, který je přítomen v mnoha dílech té doby (kontralaterálním příkladem může být např. Richard Wagner nebo Ferenc Liszt). Musorgského melodika vyrůstá z intonačních základů vzrušené slovní melodie řeči (v tomto ohledu působil též na Janáčka). Pro svoji až psychologickou pronikavost a syrovost hudebního výrazu nemohl být Musorgskij svou dobou uznáván, dnes je ovšem považován za jednoho z nejsvébytnějších hudebních skladatelů všech dob. Jeho nejvýznamnějšími díly, v nichž se střetávají všechny objevné rysy jeho práce, jsou opery, jejichž vrchol tvoří opera Boris Godunov. Jakkoli je Musorgského instrumentální a symfonická hudba potlačena zájmy hudebně-dramatickými, zanechal i zde díla světově proslulá – klavírní Obrázky z výstavy (Картинки) a orchestrální Noc na Lysé Hoře (Ночь на Лысой горе) inspirované kupadelnými svátky. Složil  65 písní,  mnoho na své vlastní texty. S velkou živostí a realisticky  v nich popisuje  scény z ruského života, reprodukuje  hovorový ruský jazyk.
Na popularizaci Musorgského hudby má velkou zásluhu Nikolaj Rimskij-Korsakov, který se  několik let po jeho smrti věnoval úpravě a instrumentaci jeho skladeb pro velká koncertní pódia.

## Přehled děl
Přes tragický životní osud a relativně krátký čas, po který se věnoval kreativní hudební činnosti, zanechal Musorgskij dílo, které svým významem přesahuje dobu a není ani nečetné, jakkoli některé skladby zůstaly nedokončeny. Zahrnuje především skladby pro klavír, opery, písňovou tvorbu a orchestrální skladby.

### Klavírní skladby a cykly

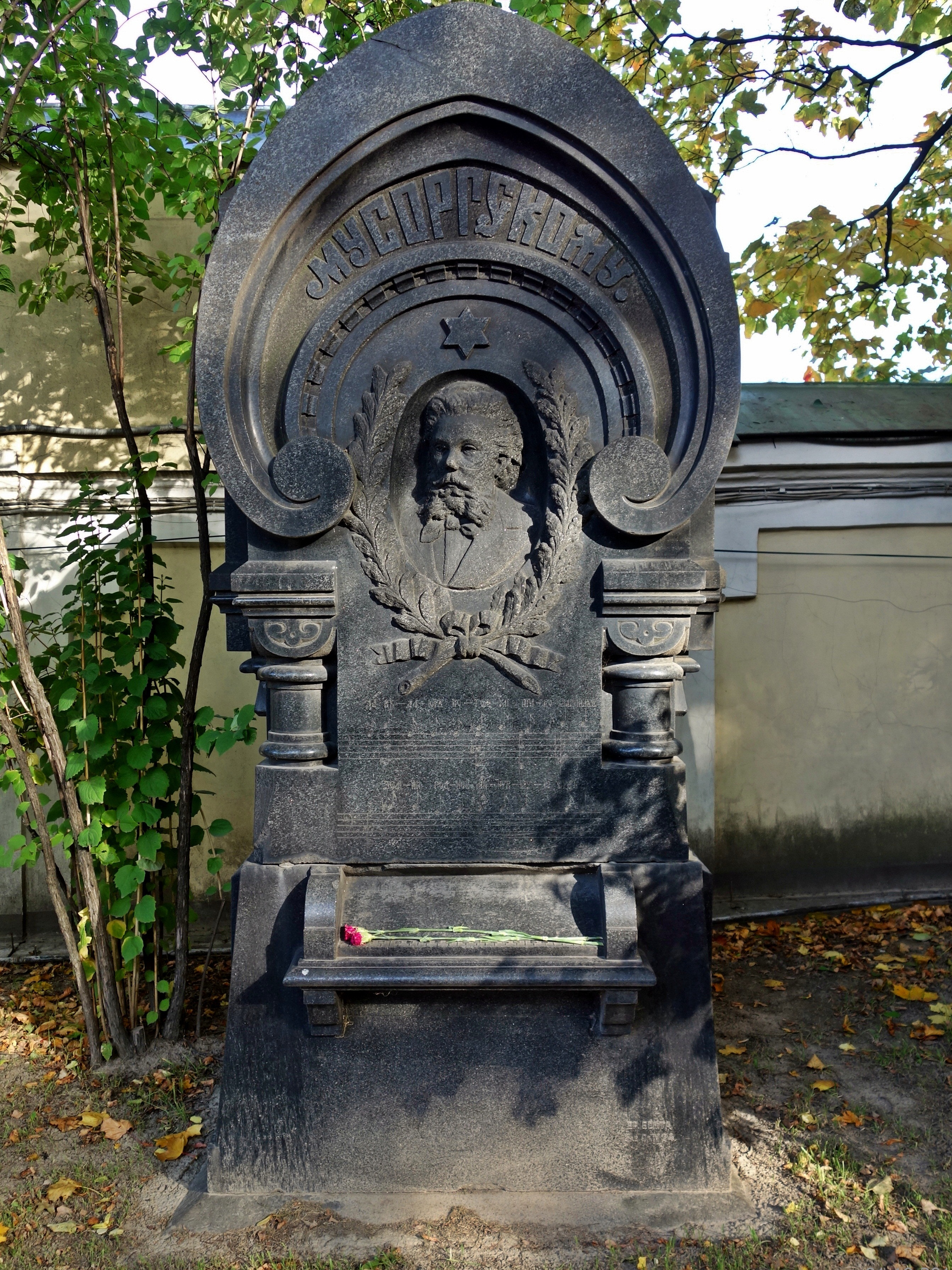
Hrob Musorgského na Tichvinském hřbitově v Petrohradě

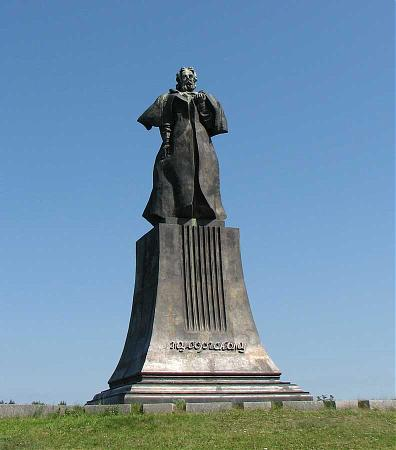
Musorgského pomník v Karevu, Pskovská oblast

- Obrázky z výstavy
- Na krymském jihu
- Duma
- Lodě
- Impromtu passioné
- Švadlena
- Dětský žert
- Sonáta pro čtyři ruce
- Slza
- Na venkovském domě
- Gopak
- 5 klavírních kusů
- Na krymském jihu 2
- Intermezzo in modo classico
- Dětské hry
- La Capricie
- Méditation
- Njanja a já
- Polka a další

### Opery
- Boris Godunov
- Ženitba
- Trh v Soročincích
- Salambo
- Chovanština

### Symfonické skladby a orchestrální díla
- Symfonická báseň Noc na Lysé hoře (originální verze z roku 1867)
- Intermezzo in modo classico
- Scherzo B dur
- Soumrak nad řekou Moskvou (předehra k opeře Chovanština)
- Dance of Persian Slaves (z opery Chovanština)
- Předehra a hopak z opery Soročinský jarmark
- a další

### Orchestrální přepisy
- Obrázky z výstavy (instrumentace Maurice Ravel)

### Písně a sbory
- Písně a tance smrti
- 6 písní
- Kde jsi, má hvězdo ?
- Večerní modlitba
- Židovské písně, a další
- Píseň o bleše
- Záhuba Sinacheribova (kantáta pro sóla, sbor a orchestr)

### Scénická hudba
- Oidipus v Aténách
- Joshua pro sóla, sbor a orchestr (z opery Salambo)

## Kritika
Rimskij-Korsakov napsal o Musorgského díle toto: „Jeho dílo je plné kazů, hemží se
těžkopádnými a nesouvislými harmoniemi, šokujícími pasážemi, úžasně nelogickými
modulacemi nebo nesnesitelně dlouhými úseky, které dokonce ani modulaci nemají a
jsou špatně napsané. ... Musorgskij by potřeboval své dílo upravit pro účely
praktické a umělecké, aby bylo vhodné pro interpretaci a aby jej mohli
patřičně ocenit ti, kteří obdivují Musorgského genia. Pokud tak neučiní, budou
se zabývat pouze studiem jeho výstředností a hříchů na umění.“[zdroj?]